# H.A.V.E 온라인
《H.A.V.E. 온라인》은 NQ Games에서 개발한 온라인 3인칭 슈팅게임이다. 장난감을 소재로 하여, 픽사의 토이스토리와 비슷한 그래픽색감을 가지고 있으며, 퀘이크나 언리얼 토너먼트와 유사한 멀티 웨폰 시스템으로 전투 상황별 7종의 무기를 적절히 교체하며 전투를 진행하는 하이퍼 슈팅으로, 대한민국에서 유행하는 밀리터리 FPS류와는 플레이에 많은 차이가 있다.

## 현황
일본에서는 Gungho사를 통해 토이워즈(トイ・ウォーズ)로, 북미 및 유럽에서는 Rockhippo사를 통해 마이크로볼츠(Microvolts)라는 타이틀로 서비스를 했으며 일본과 유럽 및 북미에서는 상당히 많은 유저층을 확보하였으나 서비스 종료하였다.
특히 일본에서는 하루히, 스트라이크 위치스 등의 실제 애니메이션에 등장하는 캐릭터들을 콜라보레이션하여 게임내 서비스하고 있어 많은 유저층을 확보하였다.
인도네시아의 Kingslaim soft사를 통해 서비스되었으며, 남미는 소프트닉스사를 통해 서비스하였다. 대한민국에서는 2010년 11월 24일에 처음 선보였으나, 아쉽게도 2011년 8월 3일 끝으로 서비스 종료되었다. 유튜브에 마이크로볼츠(Microvolts)라는 이름으로 검색하면 수많은 플레이 영상들이 있어 이를 통해 게임을 확인할 수 있다.

## 역사
- 2010년 6월 15일 : 타이 OBT
- 2011년 3월 3일 : 일본 OBT
- 2011년 3월 10일 : 북미/유럽 OBT
- 2011년 3월 15일 : 일본 상용화
- 2011년 6월 9일 : 북미/유럽 상용화
- 2012년 6월 20일 : 인도네시아 OBT
- 2012년 7월 5일 : 인도네시아 상용화
- 2012년 7월 6일 : 밸브사의 북미 스팀 포털 정식 런칭